# لينا هينك
لينا هينك (بالألمانية: Lena Henke)‏ هي نحّاتة ألمانية، ولدت في 1982 في فاربورغ في ألمانيا.